# Pseudoxyrhophiinae
Sous-famille
Les Pseudoxyrhophiinae sont une sous-famille de serpents de la famille des Lamprophiidae.

## Répartition
Les espèces de cette sous-famille se rencontrent en Afrique.

## Liste des genres
Selon The Reptile Database (8 décembre 2014) :
- Alluaudina Mocquard, 1894
- Amplorhinus Smith, 1847
- Brygophis Domergue & Bour, 1989
- Compsophis Mocquard, 1894
- Ditypophis Günther, 1881
- Dromicodryas Boulenger, 1893
- Duberria Fitzinger, 1826
- Elapotinus Jan, 1862
- Heteroliodon Boettger, 1913
- Ithycyphus Günther, 1873
- Langaha Bonnaterre, 1790
- Leioheterodon Boulenger, 1893
- Liophidium Boulenger, 1896
- Liopholidophis Mocquard, 1904
- Lycodryas Günther, 1879
- Madagascarophis Mertens, 1952
- Micropisthodon Mocquard, 1894
- Pararhadinaea Boettger, 1898
- Parastenophis Nagy, Glaw & Vences, 2010
- Phisalixella Nagy, Glaw & Vences, 2010
- Pseudoxyrhopus Günther, 1881
- Thamnosophis Jan, 1863

## Publication originale
- Dowling, 1975 : The nearctic snake fauna. 1974 Yearbook of Herpetology, American Museum of Natural History, vol. 1, p. 190-202.